# Jan Berglin
Jan Börje Berglin, född Lindström 24 mars 1960, är en svensk serieskapare och skämttecknare. Han producerar sedan 1990-talet de satiriska och samtidskommenterande serierna Berglins och Far och jag, numera tillsammans med sin hustru Maria. 

## Biografi
Jan Berglin har rötter i Lingbo och är bosatt i Gävle. Han brukar betecknas som samtidsskildrare i serieform och har framför allt blivit uppskattad för dråpliga kommentarer kring vardagslivets situationer. Ett annat typiskt inslag i Berglins serier är skildringar av skolvärlden, lärare och akademiker i allmänhet i humoristisk och satirisk form.
Berglin tecknar både "enrutingar" (skämtteckningar med pratbubblor) och "fyrrutingar", med fyra bilder i fyrkant. De senare är ofta – men inte alltid – en svit av separata situationer med samma huvudpersoner (och gemensamt tema), det vill säga inte i strikt mening tecknade serier.
Jan Berglin påbörjade utbildning till ämneslärare i svenska och religionskunskap vid Uppsala universitet i början av 1980-talet. I samband med sina studier debuterade han 1985 som serietecknare i studenttidningen Ergo, där han fortfarande medverkar. Hans serier i Ergo blev mycket uppskattade av uppsalastudenterna, vilket ledde till att Svenska Dagbladet fick upp ögonen för Berglins produktion. Svenska Dagbladet publicerade sin första Berglin-serie 4 januari 1995. Hans serier och enrutingar kan också ses i tidningar som Arbetarbladet, Arbetaren, Ingenjören, Kommunalarbetaren och i serietidningen Larson!.
Jan Berglin samarbetar med sin fru Maria Berglin med både uppslag till sina teckningar och utformningen av dem, vilket har lett till att serien i Svenska Dagbladet har bytt namn från Berglin till Berglins.
Vid sidan av serietecknandet arbetar Berglin deltid som lärare.

## Far och jag
Serien Far och jag behandlar de dilemman som en svensk far till en pojke kan uppleva. Oftast är det pojken som är brutalt ärlig medan fadern är småborgerligt klädsamt hycklande. Man kan alltså säga att det handlar om en sorts konflikt "mellan omoral och dubbelmoral". Miljön är i stort sett densamma som i Berglin, och tecknarstilen är identisk, men Far och jag beskriver ett kontinuerligt skeende i stället för separata situationer. Serien återfinns sedan ett antal år tillbaka i Lärarnas Tidning.

## Priser och utmärkelser
- 1997 – Adamsonstatyetten
- 2004 – Alf Henrikson-priset[5]
- 2005 – Litteraturklubbens stora litteraturpris för Berglinska tider
- 2007 – Albert Engström-priset[6][7]
- 2008 – Blandarens stipendiefond till Edward Sminks dåliga minne, Tillsammans med Maria Berglin.[8]
- 2012 – Tage Danielsson-priset
- 2013 – Natur & Kulturs kulturpris tillsammans med Maria Berglin
- 2014 – "Årets alumn" av Uppsala Universitet, tillsammans med Maria Berglin.[9]